# Rolando Araya Monge
Rolando Araya Monge (Palmares, 20 de agosto de 1947) es un ingeniero químico y político costarricense que ha ejercido puestos como diputado, ministro, ejecutivo municipal de San José y secretario general del Partido Liberación Nacional, del cual fue candidato presidencial en el 2002. Ha sido vicepresidente de la Internacional Socialista y presidente de la Conferencia Permanente de Partidos Políticos de América Latina. Fue uno de los fundadores del partido Alianza Patriótica que agrupó a opositores al Tratado de Libre Comercio con Estados Unidos partido con el que fue candidato a presidente en 2010.
El 30 de agosto del 2009, 210 de los 273 asistentes al denominado Encuentro Nacional Patriótico escogieron a Rolando Araya Monge como candidato presidencial de la Alianza Patriótica, aunque en enero del 2010 anunció su apoyo al candidato Ottón Solís del Partido Acción Ciudadana, aunque permaneció en la boleta como candidato presidencial. 
El 4 de noviembre de 2012 anunció su adhesión a la candidatura de su hermano el alcalde Johnny Araya Monge candidato del Partido Liberación Nacional para las elecciones de 2014.

## Biografía
Nació en Palmares, el 20 de agosto de 1947. Realizó sus estudios secundarios en el Colegio de Palmares y en el Lincoln Park High School de Míchigan. En 1970 se graduó como ingeniero químico en la Universidad de Costa Rica.
Inicia su actividad política desde que ingresa a la Universidad de Costa Rica, en donde llegó a ser miembro del Consejo Universitario. Más adelante fue director del periódico Combate, del Partido Liberación Nacional. En 1974 fue elegido diputado por la provincia de Alajuela y un año después, presidente de la Juventud Liberacionista. Muy pronto se vinculó a las actividades internacionales de la socialdemocracia y en 1978 es electo Vicepresidente de la Unión Internacional de Juventudes Socialistas, IUSY y Secretario Internacional del PLN en 1979. En esa misma época fungió como ejecutivo municipal de la capital de San José.
Después de que el PLN recuperara el poder en las elecciones de 1982, Araya Monge fue designado por el presidente Luis Alberto Monge (quien es tío suyo), como Ministro de Obras Públicas y Transportes. En 1984 dejó su cargo como ministro para asumir la Secretaría General del PLN, posición que ocuparía por cuatro años.
En 1993 participó en el proceso interno del PLN para designar al candidato del partido las elecciones de 1994. Dos años más tarde, fue elegido presidente del PLN. Ese mismo año fue elegido vicepresidente de la Conferencia Permanente de Partidos Políticos de América Latina, COPPPAL.
En 1996 fue elegido vicepresidente de la Internacional Socialista durante el congreso de esta organización llevado a cabo en Nueva York. Araya pasó a ser parte también de la Comisión Progreso Global, encabezada por el expresidente del gobierno español Felipe González. En 2002 fue candidato a la presidencia de Costa Rica pero resultó derrotado tanto en primera como en segunda ronda electoral por el candidato socialcristiano Abel Pacheco.
En 2004 Araya fue elegido Presidente del Comité de la Internacional Socialista para América Latina y el Caribe, SICLAC. Rolando Araya se dedica actualmente a la docencia universitaria y a sus labores como Presidente del CALCIS.
Frecuentemente participa como conferencista en eventos de carácter científico y político en América Latina y Europa. Adicionalmente es consultor en temas ambientales y energéticos y escritor. Ha publicado ocho libros y una gran cantidad de artículos y ensayos. Está casado con Leny Polonio y tiene tres hijos: Rolando, Carlos Andrés y Marco.

## Ideología
Araya se considera adherente del "socialismo cuántico" y del socialismo en general. Sus posiciones dentro del PLN lo acercaron a los minoritarios sectores de izquierda liberacionista, y junto con su tío el expresidente Luis Alberto Monge, lideraba la tendencia mongista, arayista o araya-mongista, una de las principales tendencias dentro del Partido Liberación Nacional. Fue férreo opositor tanto a la candidatura y luego gobierno de Óscar Arias Sánchez, como al Tratado de Libre Comercio con Estados Unidos.